# K.Madapur
K.Madapur es una ciudad censal situada en el distrito de Coimbatore en el estado de Tamil Nadu (India). Su población es de 5626 habitantes (2011). Se encuentra a 22 km de Coimbatore.

## Demografía
Según el censo de 2011 la población de K.Madapur era de 5626 habitantes, de los cuales 2832 eran hombres y 2794 eran mujeres. K.Madapur tiene una tasa media de alfabetización del 74,72%, inferior a la media estatal del 80,09%: la alfabetización masculina es del 83,31%, y la alfabetización femenina del 66,10%.